# Jaskinia Kręta
Jaskinia Kręta – jaskinia  w miejscowości Szklary w województwie małopolskim, w powiecie krakowskim, w gminie Jerzmanowice-Przeginia. Znajduje się w Kozłowych Skałach w zachodnim zboczu Doliny Szklarki na Wyżynie Olkuskiej.

## Opis jaskini
Zlokalizowana jest w najdalej na północ wysuniętej skale Krętych Skał. Jest to niewielka (długość 44 m), łatwo dostępna do zwiedzania, lecz dość ciasna jaskinia. Tworzą ją dwa główne korytarze, które dalej łączą się w jeden. Ma też boczne odgałęzienia. Od północno-wschodniego otworu początkowo szeroki korytarz zawęża się i zaczyna meandrować. Jaskinia ma 4 otwory, główny (1) o ekspozycji wschodniej ma wysokość 2,6 m, szerokość 1,3 m. W ciągnącym się za nim głównym korytarzu znajduje się rynna denna. Zaraz po lewej stronie odgałęzia się opadający korytarzyk, który po 2 metrach wychodzi otworem 2 na skalnej półce. Nieco dalej od głównego korytarza na prawo odgałęzia się poprzeczna szczelina. Po jej lewej stronie jest płytka nyża, po prawej niedostępny dla człowieka prześwit uchodzący otworem na powierzchni terenu. Dalej znajduje się szczelinowy korytarz uchodzący na powierzchnie otworem 3. Korytarz biegnie na przeciwległą stronę i przechodzi w ciasną, meandrującą rurkę ślepo kończącą się niewielką komórką. Od rozwidlenia natomiast ku zachodowi biegnie krótki szczelinowy korytarz. Na jego końcu odchodzi w górę bardzo ciasny, niemożliwy do przebycia przez dorosłego człowieka kominek. Przechodzi on w szczelinę prowadzącą do wyższego poziomu jaskini, który stromo opada szczelinowym korytarzem z wielkimi wantami. Korytarz ten po ponad 7 m uchodzi na powierzchnię otworem 4.
Jaskinia powstała na szczelinach w wapieniach jury późnej. Szczeliny te zostały rozszerzone grawitacyjnie oraz w wyniku działania wody. O udziale wody w wytworzeniu jaskini świadczą rynny erozyjne, kotły wirowe i okrągłe otwory w ścianach i stropie jaskini. Przy otworach występuje ospa krasowa, czarne naskorupienia epigenetyczne, w głębszych partiach jaskini mleko wapienne, nacieki grzybkowe, polewy naciekowe, draperia naciekowa, drobne stalagmity i stalaktyty. Namulisko jest skąpe, tworzą go głównie drobny rumosz skalny i glina, występują w nim także kości i odchody gryzoni i większych zwierząt. W ciasnych korytarzykach w ogóle brak namuliska.
Rozproszone światło słoneczne dociera na głębokość kilku metrów, dalsze partie jaskini są ciemne. W głębszych partiach jaskini jest wilgotno i panuje stały mikroklimat. Przy górnej szczelinie występuje silny przewiew powietrza, w innych częściach jaskini jest on słabo wyczuwalny, a końcowym korytarzu brak przewiewu. Ze zwierząt obserwowano w jaskini pająki, m.in. sieciarze jaskiniowe, motyle Triphosa dubitata i szczerbówka ksieni Scoliopteryx libatrix, kosarze, komary i muchówki. Z większych zwierząt jaskinię odwiedzają ślimaki, nietoperze, gryzonie, a także większe zwierzęta – świadczą o tym ich odchody i kości. Rośliny zielne rozwijają się tylko przy otworach jaskini, glony, mchy i porosty nieco głębiej na początkowych odcinkach korytarzy.

## Historia eksploracji i dokumentacji
Łatwiej dostępne partie jaskini były znane od dawna. Po raz pierwszy pomierzyli ją W. Wiśniewski i A. Górny w maju 1976 r. J. Nowak w 2008 r. wymienia ją w spisie jaskiń Doliny Szklarki, podaje jej długość 35 m i zaznacza ją na mapce. W lutym 2014 r. I. Luty przy współpracy z H. Namirskim powtórnie sporządziła dokumentację jaskini i jej opis.
Tuż obok Jaskini Krętej znajduje się niewielki schron jaskiniowy – Szczelina przy Jaskini Krętej.

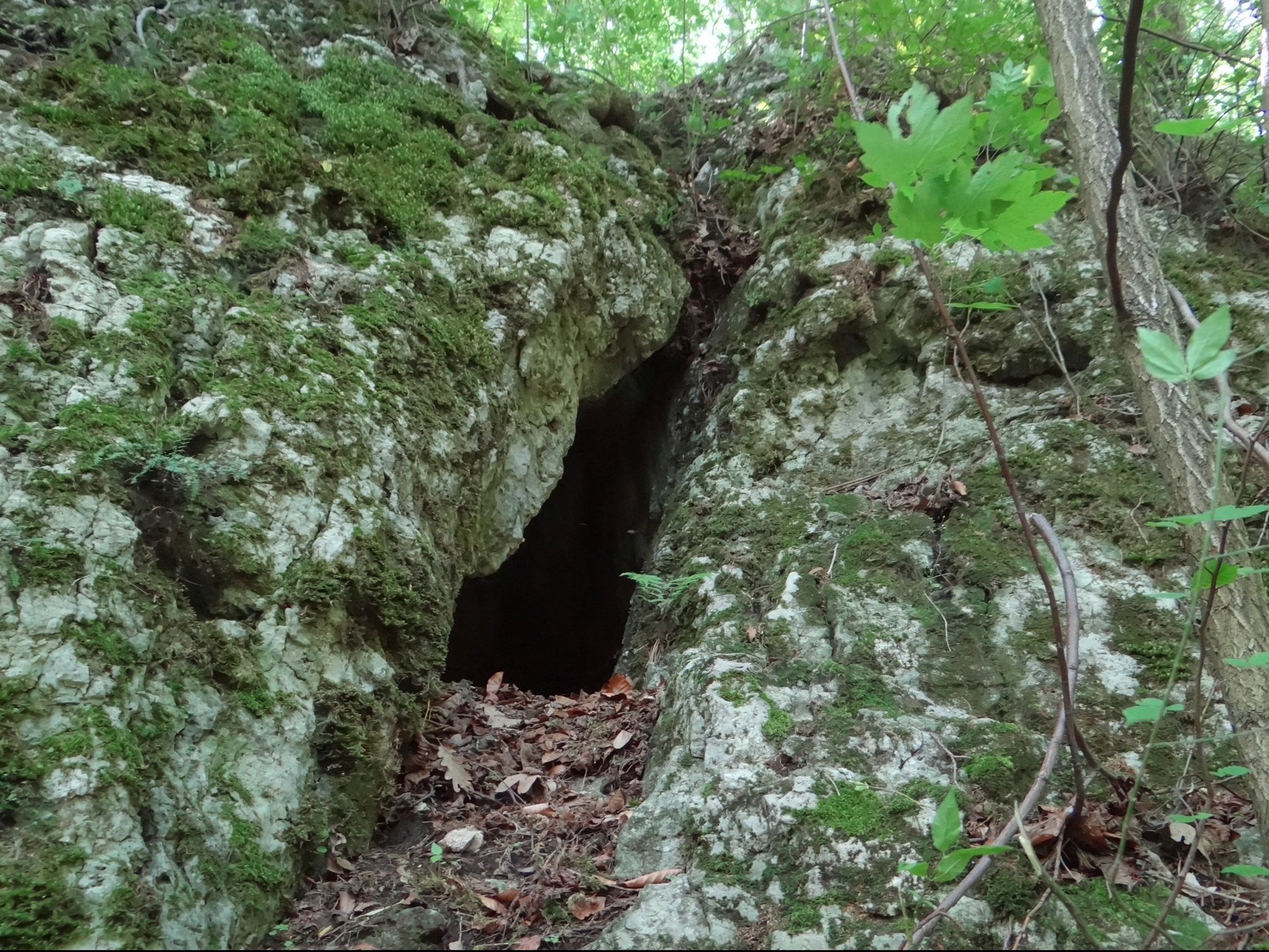
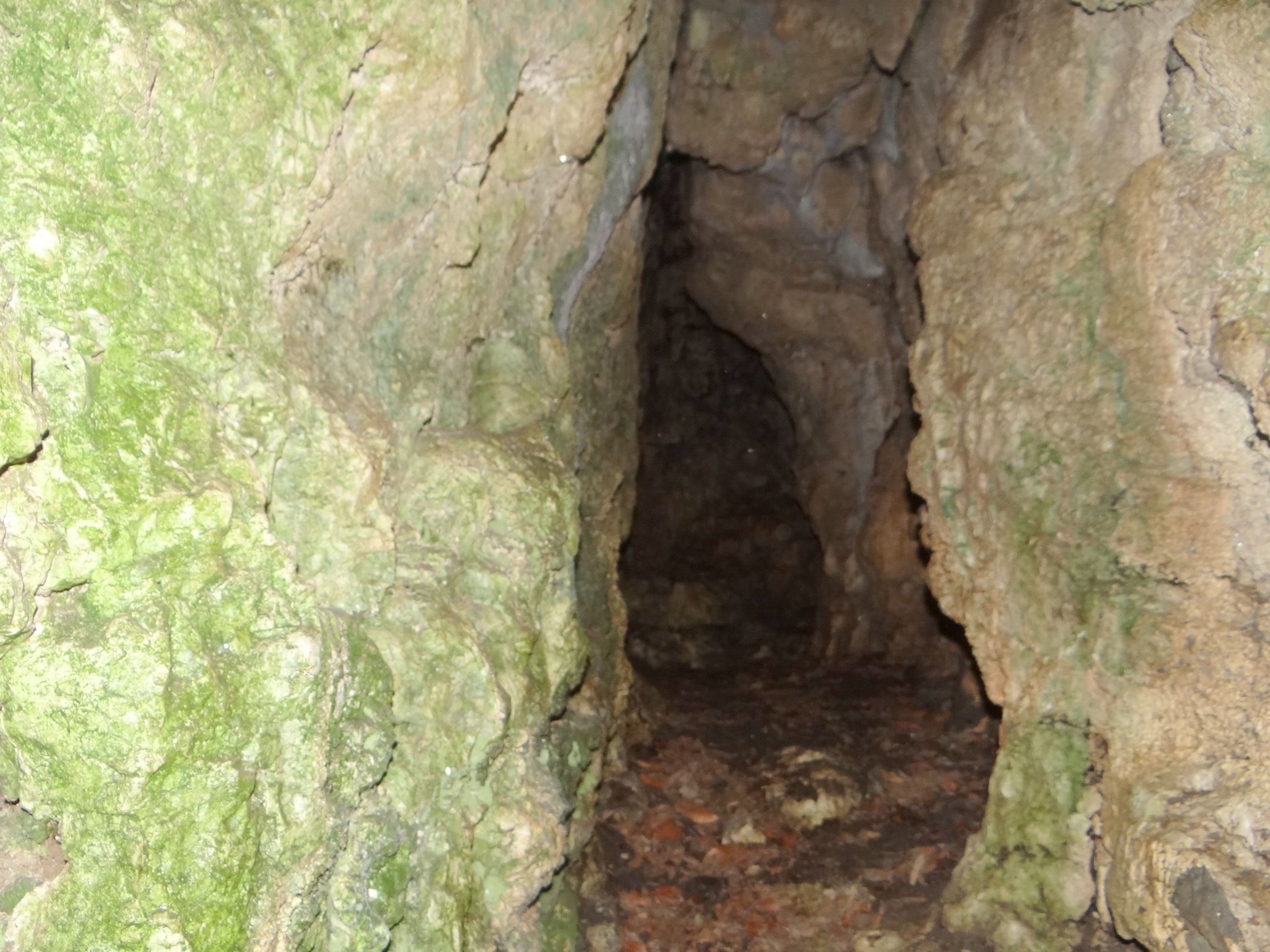
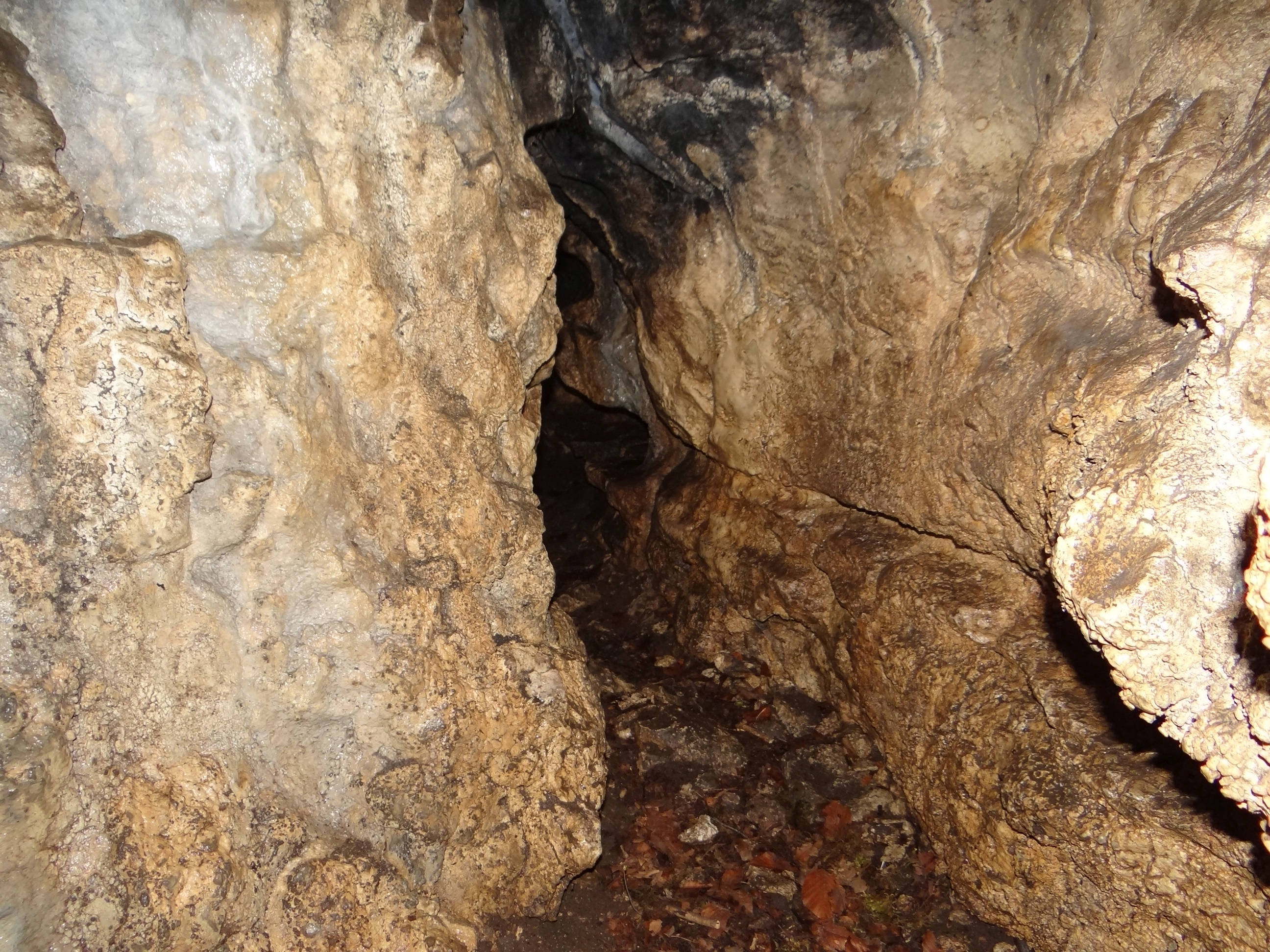
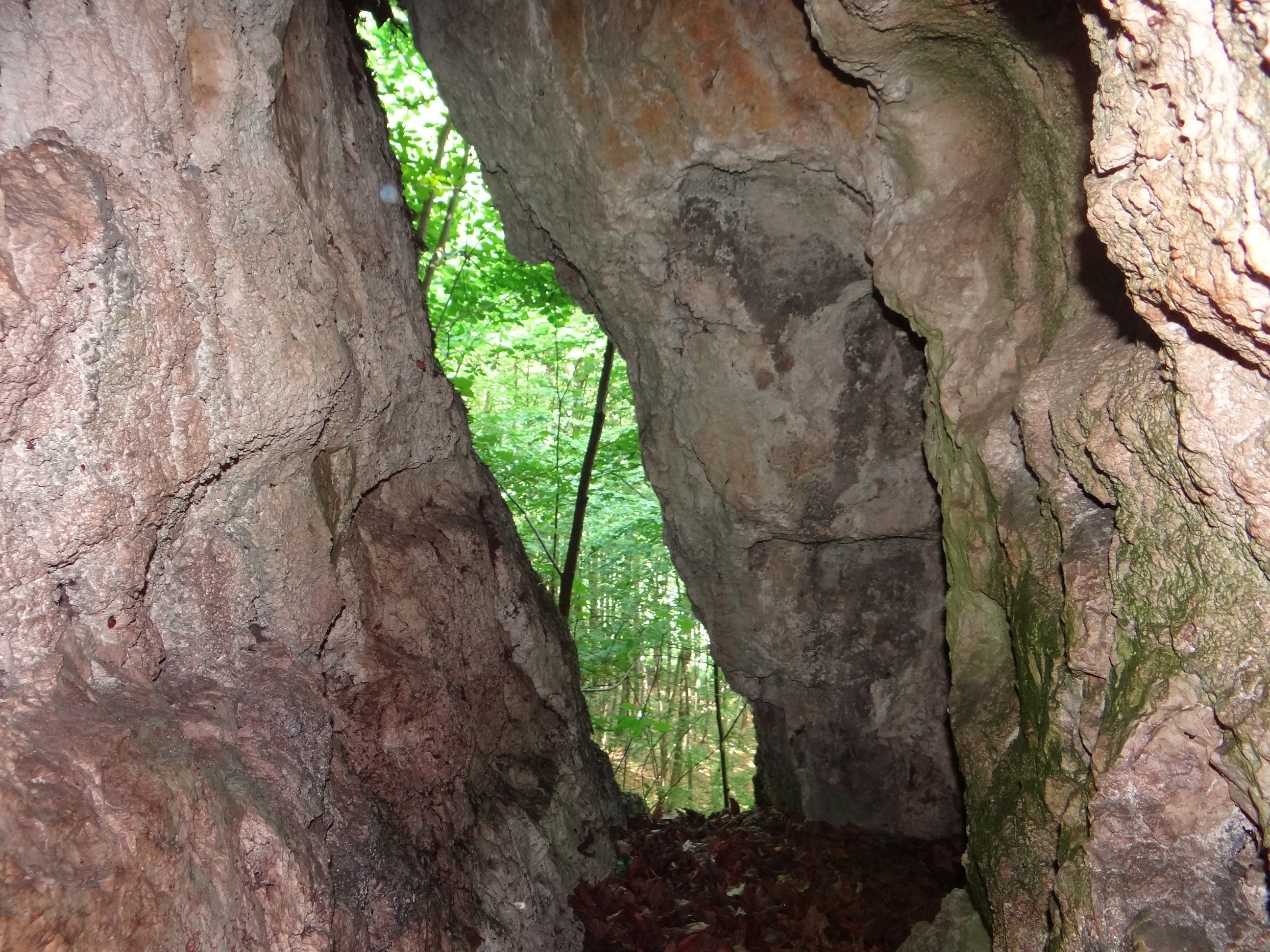
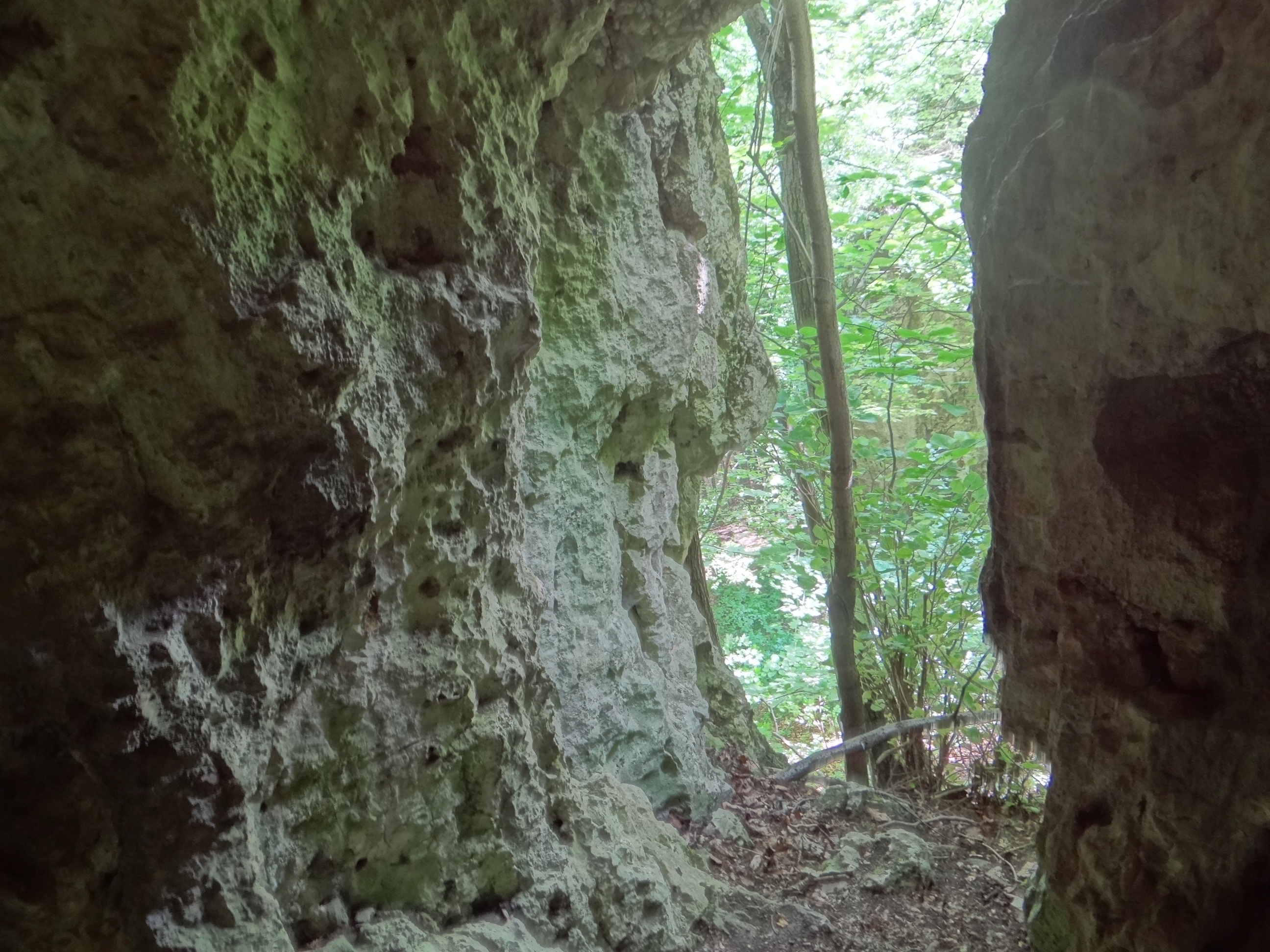
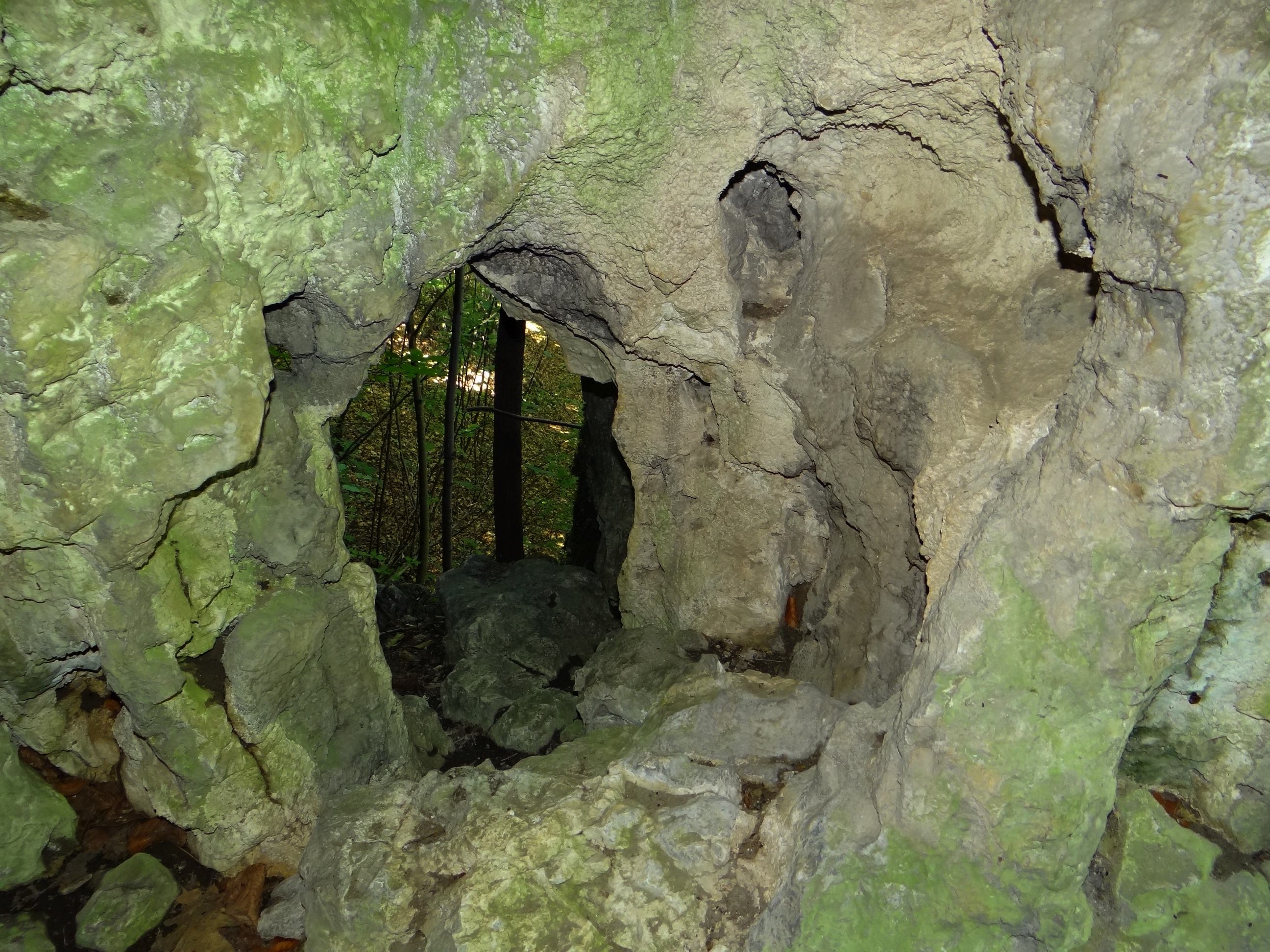
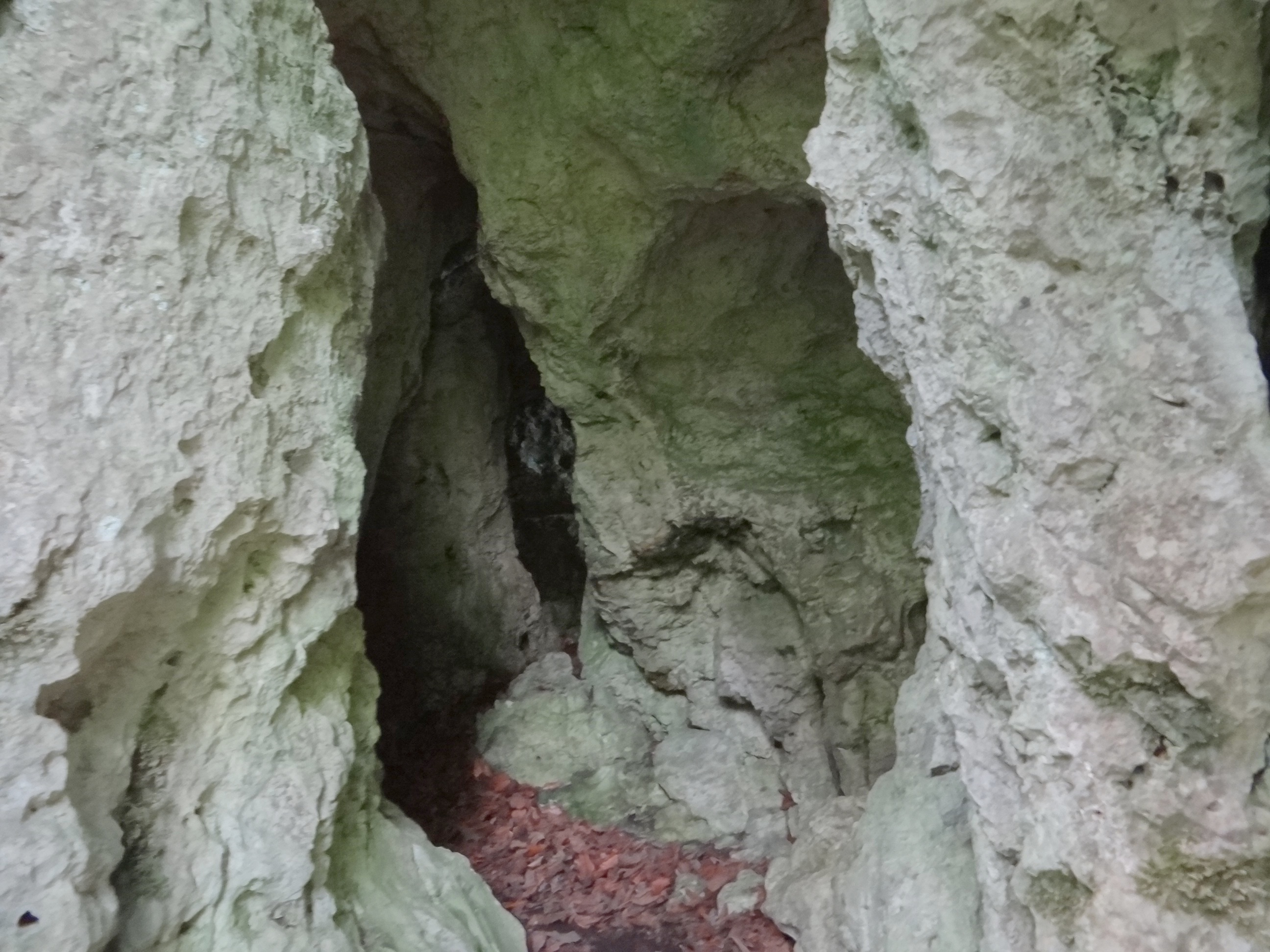